# Stazione di Pergola
Stazione di Pergola vasútállomás Olaszországban, Marche régióban, Pergola településen.

## Vasútvonalak
Az állomást az alábbi vasútvonalak érintik:
- Urbino-Fabriano-vasútvonal

## Kapcsolódó állomások
A vasútállomáshoz az alábbi állomások vannak a legközelebb: 
- Stazione di Bellisio Solfare